# Ярское (Белгородская область)
Ярское — село в Новооскольском районе Белгородской области, административный центр Ярского сельского поселения.

## География
Находится в северо-восточной части региона, в лесостепной зоне, в пределах юго-западных отрогов Орловско-Курского плато Среднерусской возвышенности, у пересечения автодорог 14Н-506 и 14Н-531.

### Климат
Климат характеризуется как умеренно континентальный, с относительно мягкой зимой и тёплым продолжительным летом. Среднегодовая температура воздуха — 6,1 °C. Средняя температура воздуха самого холодного месяца (января) — −8,3 °C (абсолютный минимум — −36 °C); самого тёплого месяца (июля) — 20,4 °C (абсолютный максимум — 38 °C). Годовое количество атмосферных осадков составляет 504 мм, из которых 350 мм выпадает в период с апреля по октябрь.

## История
В 1960 году Указом Президиума Верховного Совета РСФСР село Кобыль-Яр переименовано в Ярское.

## Население
| 2002 | 2010 |
| ---- | ---- |
| 781  | ↘745 |

## Инфраструктура
Личное подсобное хозяйство.
Действует школа, православный храм.

## Транспорт
Село доступно автотранспортом.